# Distoechodon tumirostris
Distoechodon tumirostris es una especie de peces de la familia de los
Cyprinidae en el orden de los Cypriniformes.

## Morfología
- Los machos pueden llegar alcanzar los 11 cm de longitud total.[1][2]

## Hábitat
Es un pez de agua dulce y de clima subtropical que vive entre 10-20 m de profundidad.

## Distribución geográfica
Se encuentran en Asia: la China y Taiwán.